# Charianthus corymbosus
Charianthus corymbosus är en tvåhjärtbladig växtart som först beskrevs av Louis Claude Marie Richard, och fick sitt nu gällande namn av Célestin Alfred Cogniaux. Charianthus corymbosus ingår i släktet Charianthus och familjen Melastomataceae. Inga underarter finns listade i Catalogue of Life.